# Dany Robin
Dany Robin (14 de abril de 1927 - 25 de maio de 1995) foi uma atriz francesa.
Ela morreu com o marido, Michael Sullivan, durante um incêndio em seu apartamento em Paris.

## Carreira
Robin nasceu Danielle Robin em Clamart . Ela atuou com Peter Sellers em The Waltz of the Toreadors e co-estrelou ao lado de Kirk Douglas no drama romântico de 1953, Act of Love . Robin co-estrelou com Connie Francis , Paula Prentiss e Janis Paige em Follow the Boys (1963). Seu último papel principal foi a esposa do agente Nicole Devereaux em Alfred Hitchcock 's Topaz (1969).

## Vida pessoal e morte
Robin era casado com o também ator Georges Marchal . Em 25 de maio de 1995, ela e seu segundo marido, Michael Sullivan, morreram em um incêndio em seu apartamento em Paris.

## Filmografia selecionada
- Lunegarde (1946) - Martine
- Gates of the Night (1946) - Étiennette
- Six heures à perdre (1947) - Rosy
- Destiny Has Fun (1947) - Gabrielle
- Man About Town (1947) - Lucette
- L'Éventail (1947) - Martine
- fr (1948) - Corinne
- Monelle (1948) - Monelle Picart
- The Passenger (1949) - Nicole Vernier
- fr (1950) - Dany
- fr (1950) - Hélène
- Thirst of Men (1950) - Julie
- fr (1951) - Zoé
- fr (1951) - Thérèse Delbez
- Une histoire d'amour (1951) - Catherine Mareuil
- Jupiter (1952) - Yvette Cornet
- She and Me (1952) - Juliette Capulet épouse Montaigu
- Holiday for Henrietta (1952) - Henriette
- The Lovers of Midnight (1953) - Françoise Letanneur
- Julietta (1953) - Julietta Valendor
- Act of Love (1953) - Lise Gudayec / Madame Teller
- Tempi nostri - Zibaldone n. 2 (1954) - Lei
- fr (1954) - Monique de Lomanach
- Cadet Rousselle (1954) - Violetta Carlino
- fr (1955) - Michèle Tellier dite 'Baby Face'
- Napoléon (1955) - Désirée Clary
- Frou-Frou (1955) - Antoinette Dubois dit 'Frou-Frou'
- Maid in Paris (1956) - Penny Benson
- It Happened in Aden (1956) - Albine
- fr (1956) - Annick Bernier
- Le coin tranquille (1957) - Danielle
- It's All Adam's Fault (1958) - Eléonore 'Nora' de Savigny
- fr (1958) - Christine Dumartin
- School for Coquettes (1958) - Ginette Masson
- Mimi Pinson (1958) - Mimi Pinson
- Suivez-moi jeune homme (1958) - Françoise Marceau
- Les Dragueurs (1959) - Denise
- fr (1959) - La comtesse de Monval
- Grounds for Divorce (1960) - Marylin
- Love and the Frenchwoman (1960) - Nicole Perret (segmento "Adultère, L'")
- Famous Love Affairs (1961) - Madame de Monaco (segmento "Lauzun")
- Tales of Paris (1962) - Antonia (segmento "Antonia")
- Waltz of the Toreadors (1962) - Ghislaine
- Conduite à gauche (1962) - Catherine
- The Mysteries of Paris (1962) - Irène
- Mandrin (1962) - Baronne d'Escourt
- Follow the Boys (1963) - Michele Perrier
- fr (1964) - Martine Jolivet
- La corde au cou (1965) - Isabelle
- Don't Lose Your Head (1966) - Jacqueline
- The Best House in London (1969) - Babette
- Topaz (1969) - Nicole Devereaux (papel final no filme)